# Clã Grant
O Clã Grant é um clã escocês da região das Terras Altas, Escócia.
O atual chefe é Sir James Grant de Grant.